# BBSoft
BBSoft ist eine professionelle CAD-Software für Planungen im Tiefbau und Straßenbau.
BBSoft dient der Planung von klassifizierten Straßen, speziell in der Erschließung, der Sanierung und der Knoten- und Kreisverkehrsplanung. Die Software wird auch zur Planung von Kanal- und Leitungsnetzen benutzt.

## Überblick
Das Programm ist modular aufgebaut und beinhaltet Lösungen u. a. für:
- die Vermessung, Messpunkte
- das Generieren von Digitalen Höhen-/Geländemodellen,
- die Deckenbuchberechnung,
- Straßenentwurf, Straßenausstattung, Berechnung der Straßenentwässerung,
- den Grunderwerb,
- die Kanalplanung, Kanalsanierung,
- die Wasserversorgung,
- die Bauabrechnung nach REB/GAEB/ÖNORM.

BBSoft wird an verschiedenen Hochschulen als Schulungssoftware verwendet.
BBSoft wird von der B&B Ingenieurgesellschaft mbH entwickelt und vertrieben, Sitz der Gesellschaft ist in Donaueschingen im Schwarzwald.

## Anforderungen
BBSoft wurde für den Desktop-PC entwickelt und ist kompatibel mit MS-Windows (Windows 7, Windows 8, Windows 8.1 und Windows 10).

Die Bereitstellung erfolgt als Stand-alone- oder Netzwerklizenz.
Seit 1989 ist BBSoft, damals in der Version Terrano-Massen / V 4.1, auf dem Markt, im Juli 2018 erscheint die Version 2018.